# Championnat de Bulgarie de football 1961-1962
Navigation
Saison précédente Saison suivante
La saison 1961-1962 du Championnat de Bulgarie de football était la 38e édition du championnat de première division en Bulgarie. Les 14 meilleurs clubs du pays se retrouvent au sein d'une poule unique, la Vissha Professionnal Football League, où ils s'affrontent deux fois, à domicile et à l'extérieur. À l'issue du championnat, les deux derniers du classement disputent une poule de promotion-relégation avec les 3e et 4e de D2 afin de faire passer le championnat de 14 à 16 équipes.
C'est le CDNA Sofia, double champion en titre, qui remporte la compétition en terminant en tête du championnat, avec 6 points d'avance sur le Spartak Plovdiv et 11 sur le Levski Sofia. Il s'agit du 13e titre de champion de Bulgarie de l'histoire du club.

## Les 14 clubs participants
| - PFK Levski Sofia - CDNA Sofia - Marek Stanke Dimitrov - Lokomotiv Plovdiv - Promu de D2 - PFK Spartak Pleven - Promu de D2 - PFC Slavia Sofia - FK Spartak Varna | - Lokomotiv Sofia - Dunav Ruse - Cherno More Varna - Spartak Plovdiv - Beroe Stara Zagora - Botev Plovdiv - Minyor Dimitrovo |

## Compétition

### Classement
Le barème utilisé pour établir le classement est le suivant :
- Victoire : 3 points
- Match nul : 1 point
- Défaite : 0 point

| Rang | Équipe                | Pts | J  | G  | N  | P  | Bp | Bc | Diff |
| ---- | --------------------- | --- | -- | -- | -- | -- | -- | -- | ---- |
| 1    | CDNA Sofia T          | 41  | 26 | 18 | 5  | 3  | 60 | 25 | +35  |
| 2    | Spartak Plovdiv       | 35  | 26 | 13 | 9  | 4  | 55 | 35 | +20  |
| 3    | PFK Levski Sofia      | 30  | 26 | 12 | 6  | 8  | 46 | 37 | +9   |
| 4    | Botev Plovdiv C       | 27  | 26 | 8  | 11 | 7  | 43 | 38 | +5   |
| 5    | PFC Slavia Sofia      | 27  | 26 | 10 | 7  | 9  | 45 | 40 | +5   |
| 6    | Cherno More Varna     | 27  | 26 | 9  | 9  | 8  | 29 | 30 | -1   |
| 7    | Lokomotiv Sofia       | 26  | 26 | 8  | 10 | 8  | 39 | 39 | 0    |
| 8    | PFK Spartak Pleven P  | 26  | 26 | 11 | 4  | 11 | 33 | 40 | -7   |
| 9    | Beroe Stara Zagora    | 25  | 26 | 10 | 5  | 11 | 30 | 40 | -10  |
| 10   | Dunav Ruse            | 24  | 26 | 8  | 8  | 10 | 40 | 40 | 0    |
| 11   | Spartak Varna         | 23  | 26 | 7  | 9  | 10 | 33 | 31 | +2   |
| 12   | Lokomotiv Plovdiv P   | 21  | 26 | 7  | 7  | 12 | 24 | 35 | -11  |
| 13   | Minyor Pernik         | 18  | 26 | 4  | 10 | 12 | 18 | 39 | -21  |
| 14   | Marek Stanke Dimitrov | 14  | 26 | 5  | 4  | 17 | 24 | 50 | -26  |

|  | Qualification pour la Coupe des clubs champions 1962-1963                                |
|  | Qualification pour la Coupe des Coupes 1962-1963                                         |
|  | Relégation en deuxième division                                                          |
|  | T : Tenant du titre C : Vainqueur de la Coupe de Bulgarie P : Promu de deuxième division |

### Matchs

#### Poule de promotion-relégation
Les deux derniers de première division affrontent les 3e et 4e de D2 afin de déterminer les 2 derniers participants pour la prochaine saison en A PFG.
| Rang | Équipe                     | Pts | J | G | N | P | Bp | Bc | Diff |
| ---- | -------------------------- | --- | - | - | - | - | -- | -- | ---- |
| 1    | Marek Stanke Dimitrov (D1) | 4   | 3 | 1 | 2 | 0 | 5  | 3  | +2   |
| 2    | PFC Dobrudzha Dobrich (D2) | 4   | 3 | 2 | 0 | 1 | 7  | 7  | 0    |
| 3    | Septemvri Sofia (D2)       | 3   | 3 | 1 | 1 | 1 | 6  | 5  | +1   |
| 4    | Minyor Pernik (D1)         | 1   | 3 | 0 | 1 | 2 | 3  | 6  | -3   |

## Bilan de la saison
| Championnat de Bulgarie de football 1961-1962 |                        |
| Champion                                      | CDNA Sofia (13e titre) |
| Coupes et trophées                            |                        |
| Vainqueur de la Coupe de Bulgarie 1961-1962   | Botev Plovdiv          |
| Qualifications continentales                  |                        |
| Coupe des clubs champions 1962-1963           | CDNA Sofia             |
| Coupe des Coupes 1962-1963                    | Botev Plovdiv          |
| Promotions et relégations                     |                        |
| Promus en Vissha PFL                          | PFC Dobrudzha Dobrich  |
| Promus en Vissha PFL                          | FK Spartak Sofia       |
| Promus en Vissha PFL                          | Rakovski Dimitrovgrad  |
| Relégués en B PFL                             | Minyor Pernik          |